# Johann Rudolf Steck
Johann Rudolf Steck (getauft am 16. Mai 1772 in Bern; † 21. September 1805 ebenda) war ein Schweizer Politiker und Philosoph.
Steck wurde 1795 Kanzleisubstitut. Er heiratete 1797 die Pariser Dichterin Marie-Aimée Guichelin. 1798 war er Sekretär des Helvetischen Direktoriums. Gemeinsam mit Albrecht Friedrich May gehörte er zu einem Kreis reformgesinnter, junger Patrizier. Ab 1803 sass er im bernischen Grossen Rat, sowie im Appellationsgericht. Steck gilt als Schöpfer des Bernischen Kriminalgesetzbuchs.
Seine Tochter Ernestine (* 1801 in Bern; † 1889 in Gerzensee) war mit dem Berner Theologen und Hochschullehrer Bernhard Karl Wyss verheiratet.